# Нагорняк Степан Григорович
Нагорняк Степан Григорович (с. Коржівці, Деражнянського району, Хмельницької області — 9 січня 2007, Тернопіль) — український винахідник, педагог.

## Праця та наукова діяльність
- 1965 — 1970 — навчався на механічному факультеті Тернопільської філії Львівського політехнічного інституту. Після закінчення навчального закладу працював інженером-технологом на Львівському заводі автотракторних запчастин.
- Навчався в аспірантурі на кафедрі деталей машин і підйомно-транспортних машин Української сільськогосподарської академії.
- В лютому 1978 у Київському політехнічному інституті захистив кандидатську дисертацію.
- З вересня 1977 після закінчення аспірантури року постійно працював в університеті.
- У червні 1981 отримав вчене звання доцента.
- 1991 — в Інституті надтвердих матеріалів ім. Бакуля НАН України захистив докторську дисертацію на тему «Синтез верстатно-інструментального оснащення на основі аналізу кінематики лезової обробки».
- З вересня 1995 року по січень 2007 — декан факультету переробних і харчових виробництв.
- 1987 — Почесне звання «Заслужений винахідник України».
- 1992 року був обраний академіком Академії наук вищої школи України.
- 2007–2006 — голова спеціалізованої вченої ради К58.052.03 із захисту кандидатських дисертацій за спеціальностями «Технологія машинобудування» і «Процеси механічної обробки, верстати та інструменти».

Автор понад 300 наукових і навчально-методичних публікацій, з них 3 монографії, 174 авторських свідоцтв на винаходи і патентів України, 120 наукових статей і тез доповідей на міжнародних і українських науково-технічних конференціях.
Основні напрямки наукової діяльності:
- розроблення основ структурно-схемотехнічного, геометричного і динамічного синтезу запобіжних механізмів та верстатно-інструментального оснащення для регулювання етапів врізання і виходу леза інструменту із контакту з тілом заготовки;
- дослідження динаміки процесу спрацювання запобіжних механізмів при перевантаженні і перехідних процесах різання під час точіння, свердління й фрезерування;
- раціональне проектування запобіжних механізмів і верстатно-інструментального оснащення.

Є співавтором наукової розвідки «Фізико-технічні ідеї Івана Пулюя» (Т., 1999; укр. та англ. мовами), що є оригінальним аналізом творчості відомого українського фізика, зокрема з точки зору цінності для винахідницької діяльності.